# Мелик-шах II
Муизз ад-Дин Мелик-шах II (тур. II Melik şah; туркм. II Mälik şa; перс. ملک شاه دوم‎; 1099—1105) — 6-й султан Государства Сельджуков, сын Баркиярука. Стал султаном в 1105 году после смерти отца, тогда ему было ещё 5 лет.
Мелик-шах II был внуком Мелик-шаха I и теоретически был главой династии, хотя его родственник Ахмад Санджар в Хорасане, вероятно, обладал более сильной властью. Он был свергнут и убит своим дядей Мухаммедом.